# 8959 Oenanthe
8959 Oenanthe este un asteroid din centura principală de asteroizi.

## Descriere
8959 Oenanthe este un asteroid din centura principală de asteroizi. A fost descoperit pe 24 septembrie 1960 la Observatorul Palomar de Cornelis Johannes van Houten, Ingrid van Houten-Groeneveld și Tom Gehrels. Asteroidul prezintă o orbită caracterizată de o semiaxă mare de 2,30 ua, o excentricitate de 0,21 și o înclinație de 2,1° în raport cu ecliptica.